# Scrcpy
scrcpy ("screen copy"の略称) はGenymobile SASによって開発された、PCで使用できるFOSSのAndroidスマートフォン用遠隔管理ツールである。単なるミラーリングツールとは異なり、接続されたAndroid端末の画面をPC上で表示し、視覚的に操作することができる。
scrcpyは元々、USB接続を介したADB通信のために用いられていた。 ソフトウェアは、Androidデバイス上で実行されるサーバーからADBのトンネルを介して送信されるデータを使用する。画面上のコンテンツはH.264の映像として送信され、表示される。PCからキーボードとマウスの入力を送ることも可能である。
scrcpyを使用するにはscrcpyをPC上で実行するだけでなく、Android端末上でUSBデバッグを許可する必要がある。

## 歴史
GitHubへの最初のコミットは、2017年12月12日にRomain Vimontによって行われた。その3か月後に、基本となるAndroidの遠隔管理機能とミラーリング機能が備わったv1.0がリリースされた。リリースにはWindows用のexeファイルと、接続されたAndroid用のサーバーが内包されていた。その後、コミュニティによる活動で、Linux上でも実行できるパッケージが作成された。
2023年3月12日にリリースされたv2.0では、音声のサポートや、リアルタイムの音声送信機能がAndroid 11以上のバージョンでも使えるようになった。
2023年6月22日のv2.1においても、音声に関しての機能が追加された。デバイスの内蔵マイクを音声のインプットとして使用できるようになり、音声のバッファサイズの調整が可能になるなどの変更が行われた。また、macOSでのOpenGL 3.0+のサポートや、折りたたみ可能なデバイスのサポートなども追加された。
2024年3月3日のv2.4では、Shiftキーを使用した画面のマルチタッチを再現する機能や、Android 15への対応などが行われた。

## 機能
かつての公式のドキュメントには、scrcpyの機能と目標が記載されていた。以下は意訳した目標である。
- 明るさ (ネイティブ, デバイスの画面のみを表示する)
- FPS (30-60 fps)
- 画質 (1920×1080 or above)
- レイテンシ (35-70 ms)
- 起動までの時間 (最初のレスポンスを1秒以内に)
- 「押し付けがましくしない」 (デバイスには何も追加でインストールしない)

その他の機能としては、Wi-Fi接続を利用した無線接続が可能であったり、送信される映像のビットレートを変更したり、画面の録画などが可能である。 

## GUI版の開発
scrcpyはCUI上のツールであるため、複数のOSS開発者によってGUI版が開発されている。
| # | 名称       | 最初のコミット | URL                                     |
| - | ---------- | -------------- | --------------------------------------- |
| 1 | QtScrcpy   | 2018年10月9日  | https://github.com/barry-ran/QtScrcpy   |
| 2 | guiscrcpy  | 2019年6月13日  | https://github.com/srevinsaju/guiscrcpy |
| 3 | scrcpy-gui | 2019年8月26日  | https://github.com/Tomotoes/scrcpy-gui/ |